# 582
582(오백팔십이)는 581보다 크고 583보다 작은 자연수다.

## 수학
- 합성수로, 그 약수는 1, 2, 3, 6, 97, 194, 291, 582이다. 진약수의 합은 594이므로, 582는 과잉수다.
  - 제곱 인수가 없는 31번째 과잉수다. 이 성질을 지닌 앞의 수는 570, 다음 수는 606이다. (OEIS의 수열 A087248)
- 69번째 쐐기수다. 앞의 쐐기수는 574, 다음 쐐기수는 590이다.
- {\displaystyle 582=59+61+67+71+73+79+83+89}
  - 연속하는 소수(素數) 8개의 합으로 나타낼 수 있으며, 이 성질을 지닌 앞의 수는 546, 다음 수는 620이다.
- {\displaystyle 61^{3}-1}은 582로 나누어떨어진다.

## 과학·기술
- NGC 582(독일어판, 프랑스어판): 삼각형자리 방향에 있는 막대나선은하.
- 582 올림피아(영어판): 소행성.
- 로탁스 582(영어판): 오스트리아에서 개발된 항공기 엔진.

## 교통
- 582번 홋카이도도(일본어판)

## 군사
- SP-582: 제1차 세계 대전에 사용된 미국의 순찰선 USS 할시온 II(영어판)의 코드명.
- U-582(영어판, 독일어판): 제2차 세계 대전에 사용된 나치 독일의 군용 잠수함.

## 문화유산
- 대한민국의 보물 제582호: 월인석보목판

## 기타
- 연도: 582년, 기원전 582년